# Newgate

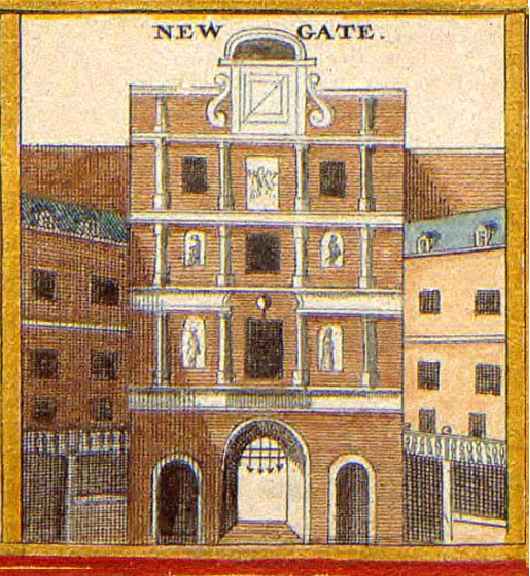
Ilustración antigua de la puerta, tomada de un mapa de Londres de 1690.

Newgate fue una de las siete puertas históricas de la Muralla de Londres que rodeaba la City de Londres y una de las seis que datan de la época romana. Situada en el lado oeste de la muralla, la carretera que partía de ella cruzaba el río Fleet hacia Middlesex y el oeste de Inglaterra. A partir del siglo XII, partes de los edificios de la puerta se utilizaron como cárcel, lo que posteriormente dio lugar a la prisión de Newgate.

## Etimología

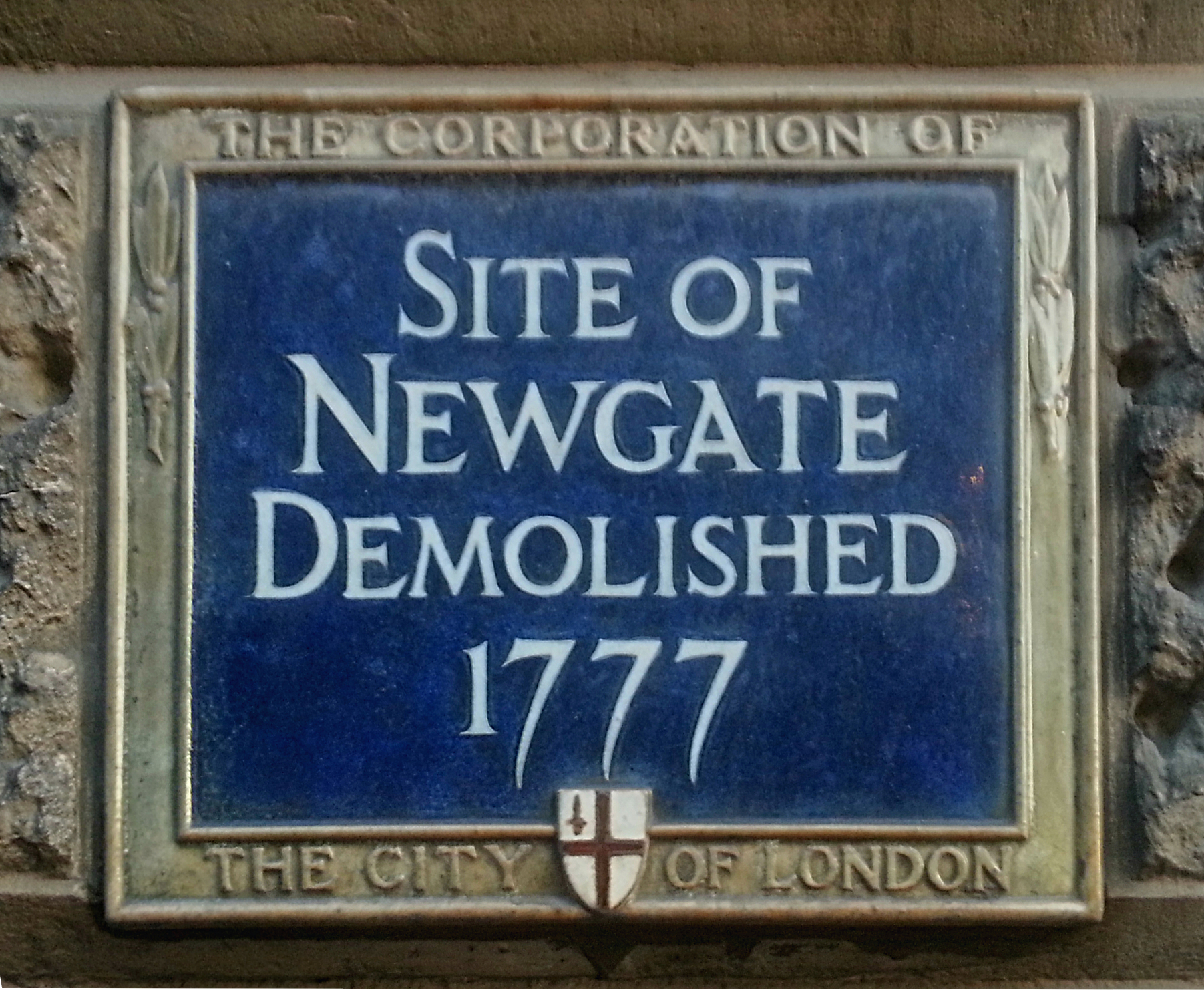
Placa azul en Newgate.

Se pensó inicialmente que «Newgate» significaba «nueva» (new) por haber sido construida después del período romano, pero evidencias arqueológicas han confirmado su origen romano. Por lo tanto, es posible que el nombre surgiera cuando la Ludgate dejó de ser utilizada con frecuencia, debido a la construcción de la cuarta Catedral de San Pablo en la Alta Edad Media. Anteriormente, era conocida como la Puerta de los Chambelanes, en referencia a una posesión territorial llamada Chambelán Soke, ubicada justo fuera de Newgate, dentro del barrio de Farringdon Without.

## Estructura e historia

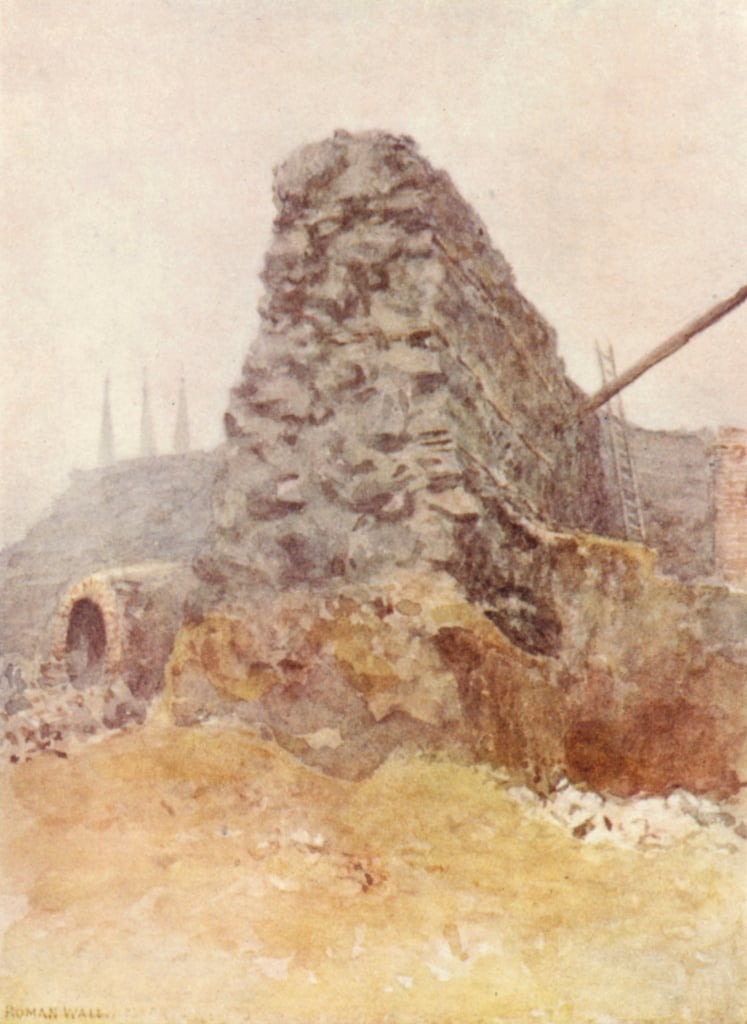
Restos de la Muralla Romana en Newgate, 1903, por Philip Norman.

Excavaciones realizadas en 1875, 1903 y 1909 revelaron la estructura romana, que consistía en una doble calzada flanqueada por dos torres cuadradas de guardia.: 272–3 
Desde el siglo XII, la puerta se utilizó como prisión para deudores y delincuentes. Jack Cade fue decapitado públicamente en Newgate tras el fracaso de su rebelión. La infame prisión de Newgate se expandió posteriormente hacia el sur, en el lugar donde hoy se encuentra el Tribunal Penal Central en Old Bailey. La puerta fue demolida en 1767.

## Comunicaciones y alrededores
Newgate Street, hoy parte de la ruta A40 de Londres a Fishguard, se encuentra mayormente dentro de la muralla, extendiéndose hacia el oeste desde Cheapside hasta el sitio de la antigua puerta, y luego continuando hacia Holborn Viaduct, donde se unen Old Bailey al sur y Giltspur Street al norte. Un hallazgo notable en esta área fue una baldosa romana inscrita con un comentario quejumbroso: «Austalis lleva 13 días yéndose solo».: 272  La calzada romana proseguía por High Holborn y Oxford Street, a través de la Devil's Highway hasta Silchester y Bath.: 31 

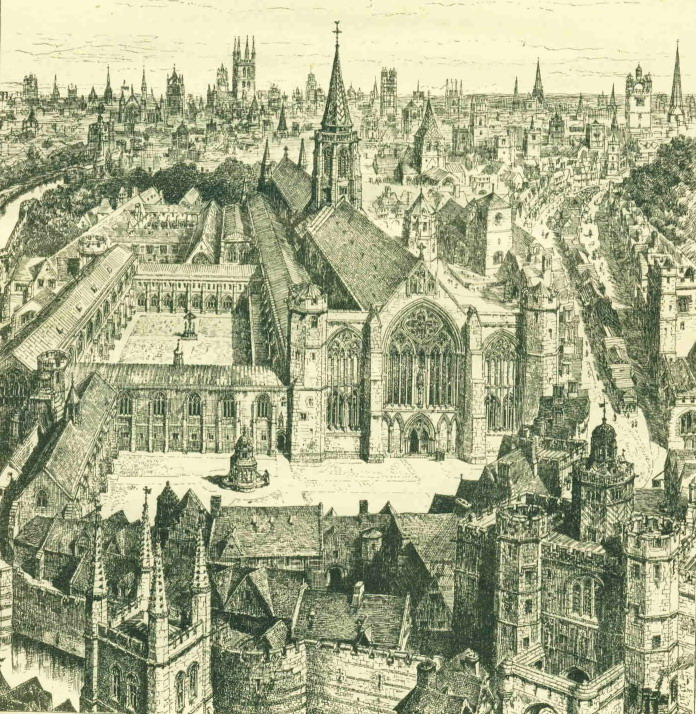
Newgate (abajo a la derecha) desde el oeste, siglo XVI

Al norte de la calle se encuentran los jardines públicos alrededor de las ruinas de Christ Church Greyfriars (bombardeada durante la Segunda Guerra Mundial), en el lugar de un antiguo monasterio franciscano medieval. Al sur está Paternoster Square, que conduce hacia la Catedral de San Pablo.